# Ian McKissick
Ian McKissick (Everett, Washington, 20 augustus 1980) is een Amerikaans voormalig professioneel wielrenner. Hij kwam zijn gehele carrière uit voor BMC Racing Team. Toen de ploeg na het seizoen van 2009 een groot aantal nieuwe renners aantrok was er geen plaats meer voor McKissick en moest hij op zoek naar een nieuwe ploeg. Hij vond deze niet en verdween uit het profpeloton.

## Overwinningen
2007
- 2e etappe, deel B Giro del Friuli Venezia Giulia (Ploegentijdrit, met Ken Hanson, Jonathan Garcia, Scott Nydam en Jackson Stewart)

2008
- 2e etappe, deel A Tour de Nez

2010
- 2e etappe Ronde van Walla Walla

## Grote rondes
Geen